# 미겔 앙헬 오초아
미겔 앙헬 오초아 바카(스페인어: Miguel Ángel Ochoa Vaca, 1944년 9월 29일, 에스트레마두라 주 바다호스 ~)는 스페인의 전직 축구 선수이다. 그는 1968년 하계 올림픽에 스페인 선수단 일원으로 참가했다.